# Laphria ventralis
Laphria ventralis là một loài ruồi trong họ Asilidae. Laphria ventralis được Williston miêu tả năm 1885. Loài này phân bố ở vùng Tân Bắc giới.